# Fontaine Chaude
La Fontaine Chaude (o en español, la Fuente Caliente), es un monumento histórico francés conocido desde la Antigüedad. También es conocida como la fuente de La Nèhe y está ubicada en el centro de la ciudad de Dax en Francia. Representa la herencia galorromana de esta ciudad, Aquae Tarbellicae, al mismo tiempo que es también un verdadero símbolo de la hidroterapia. En efecto, teniendo la fuente un caudal diario de 2 400 000 litros, es famosa por las virtudes de su agua, a una temperatura de 64 °C. Desde 1946 la fuente está catalogada como monumento histórico de Francia mientras que el pórtico y los restos medievales están calificados así desde el 9 de septiembre de 1988.

## Historia
La estructura actual se construyó entre 1814 y 1818, durante el reinado de Luis XVIII. La fuente heredó el nombre de una diosa de las aguas bravas llamada Nèhe. Fue levantada sobre unas antiguas termas romanas, un lugar donde también se reunían carniceros y amas de casa ya que, gracias a su excepcional temperatura, podían utilizar la fuente para cocinar.

### Arquitectura
Situada en el centro de la primera ciudad balneario de Francia, la fuente remodelada muchas veces a lo largo de los siglos, muestra su estilo toscano, a base de piedra natural, y rememora el estilo galorromano de la época.
También se pueden observar los distintos caños de agua rodeando la fuente mostrando unos pequeños leones rugientes.
Sin embargo, la antiquísima fuente presentaba serios problemas como su hundimiento, una severa degradación y una continua decadencia.

Tras una campaña de obras muy importante realizada durante tres años, el monumento recuperó todo su esplendor. La Fuente Caliente renovada fue inaugurada oficialmente en diciembre de 2003.

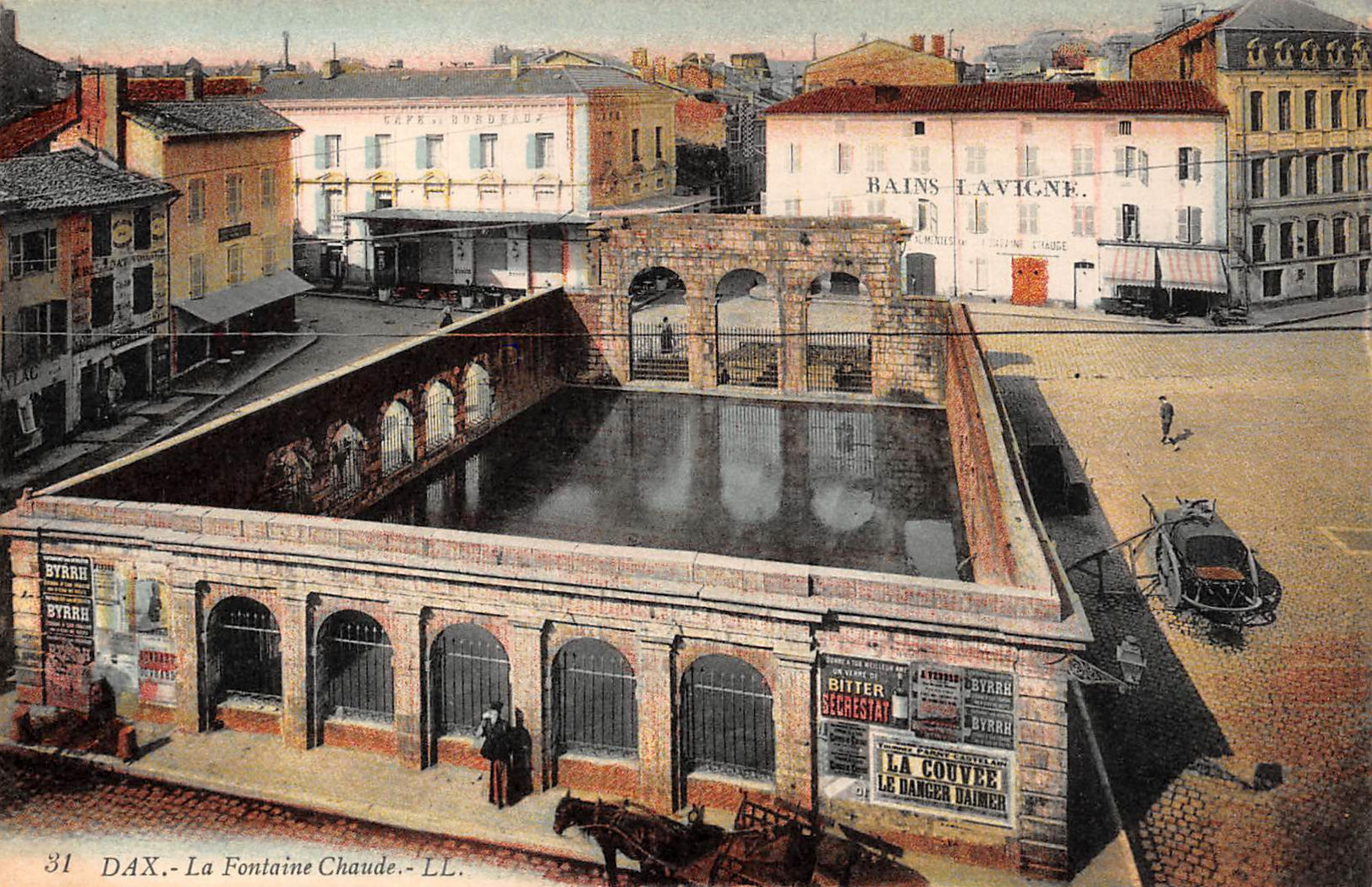
Vista del conjunto
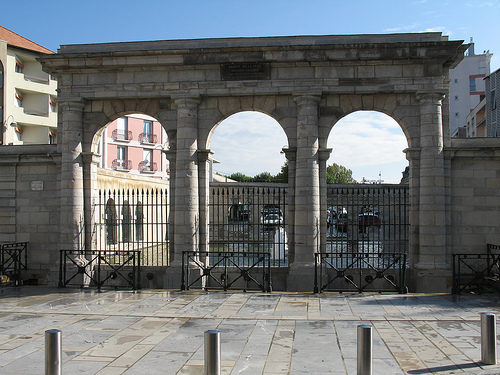
Pórtico de la Fuente Caliente
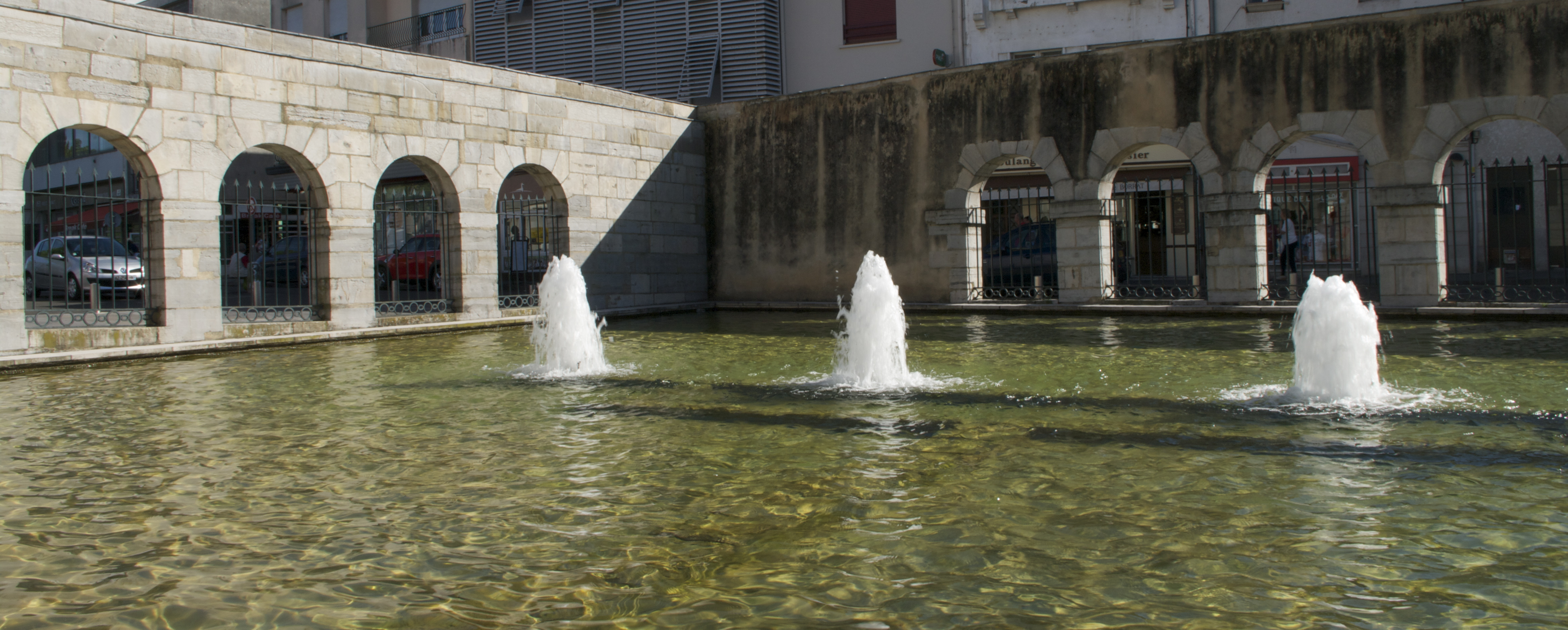
Interior de la Fuente
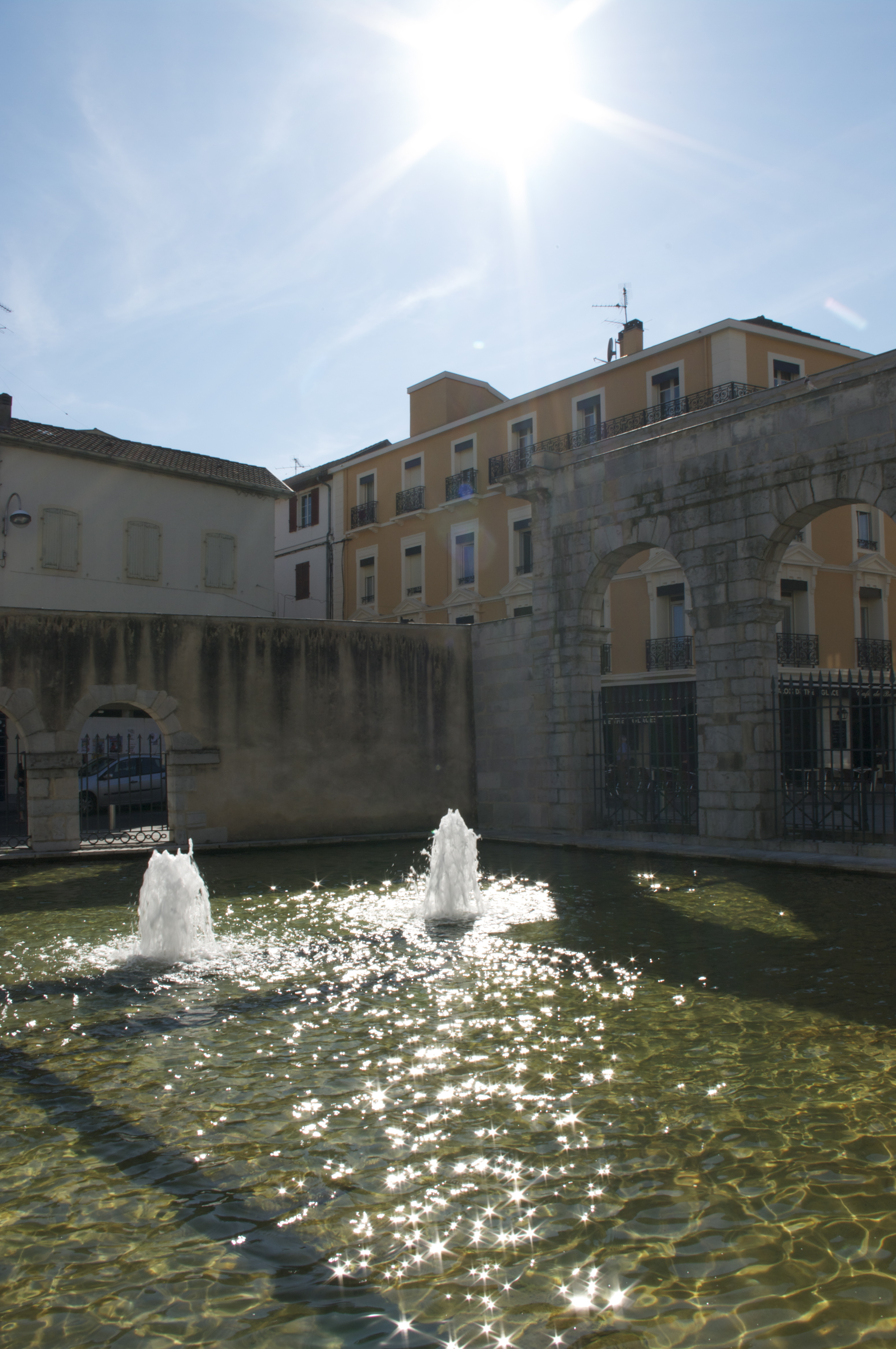
Interior de la Fuente
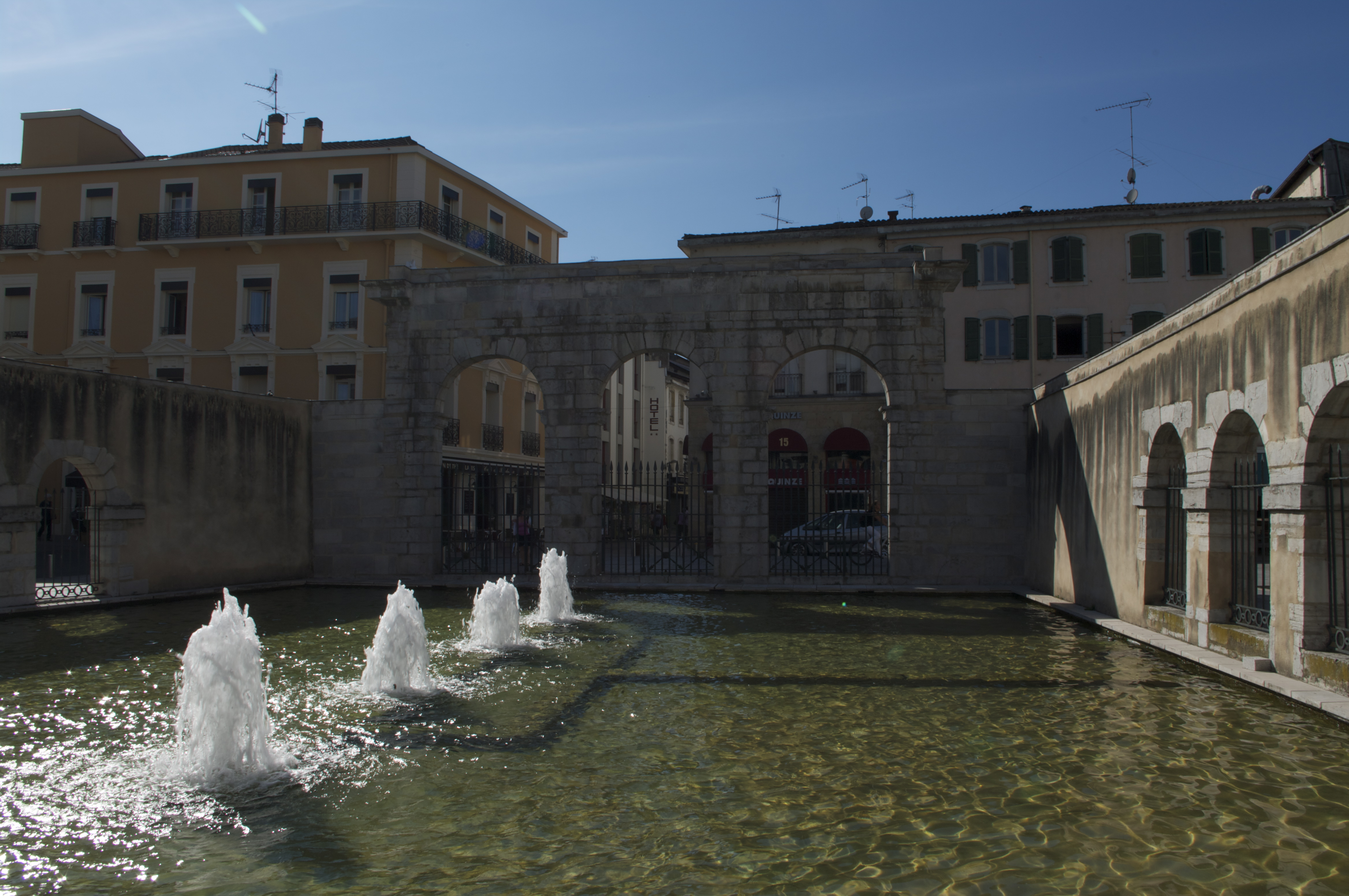
Interior de la Fuente
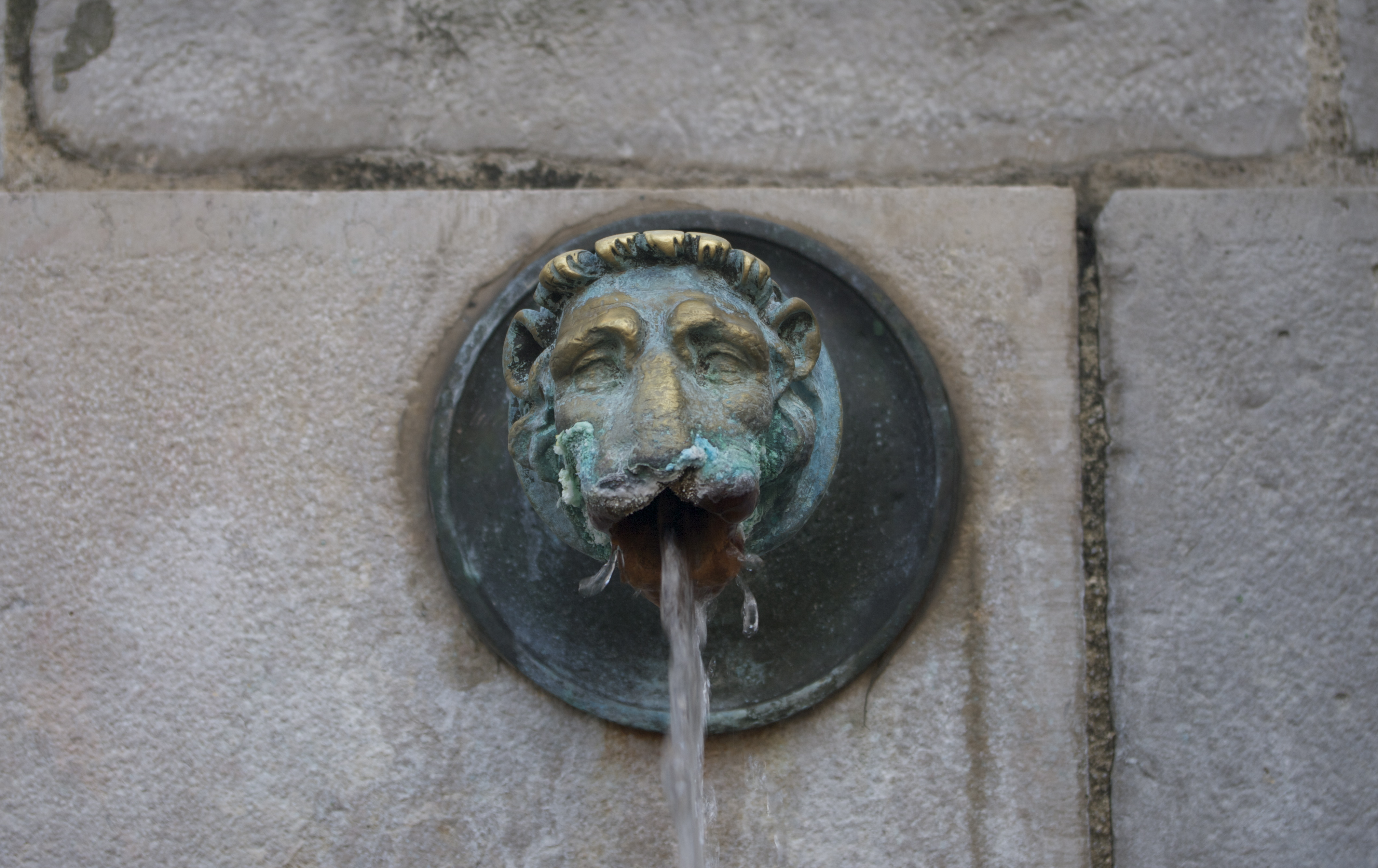
Caños de la fuente
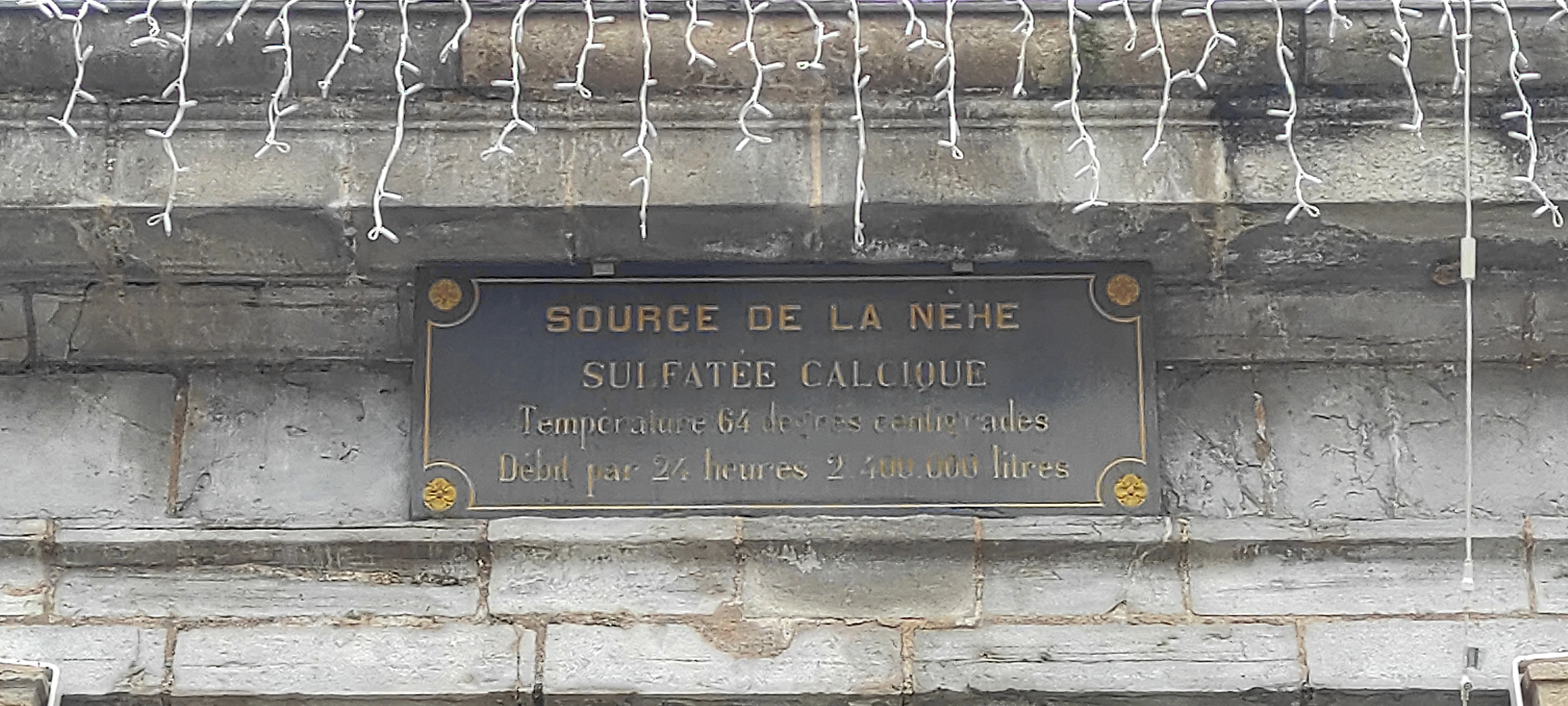
Placa de la Fontaine Chaude (Dax)
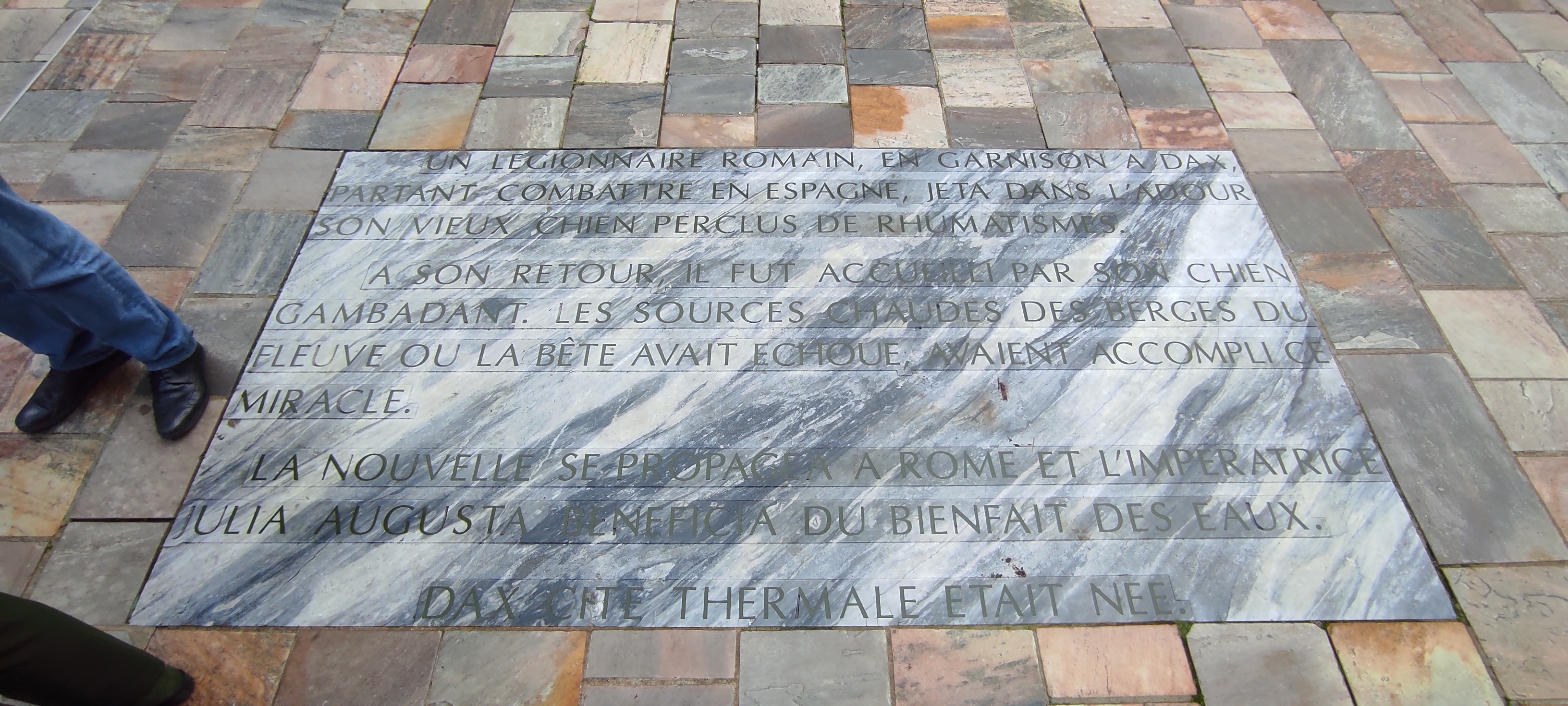
La leyenda del legionario y su perro
- Video de los caños de Fontaine Chaude (Dax)

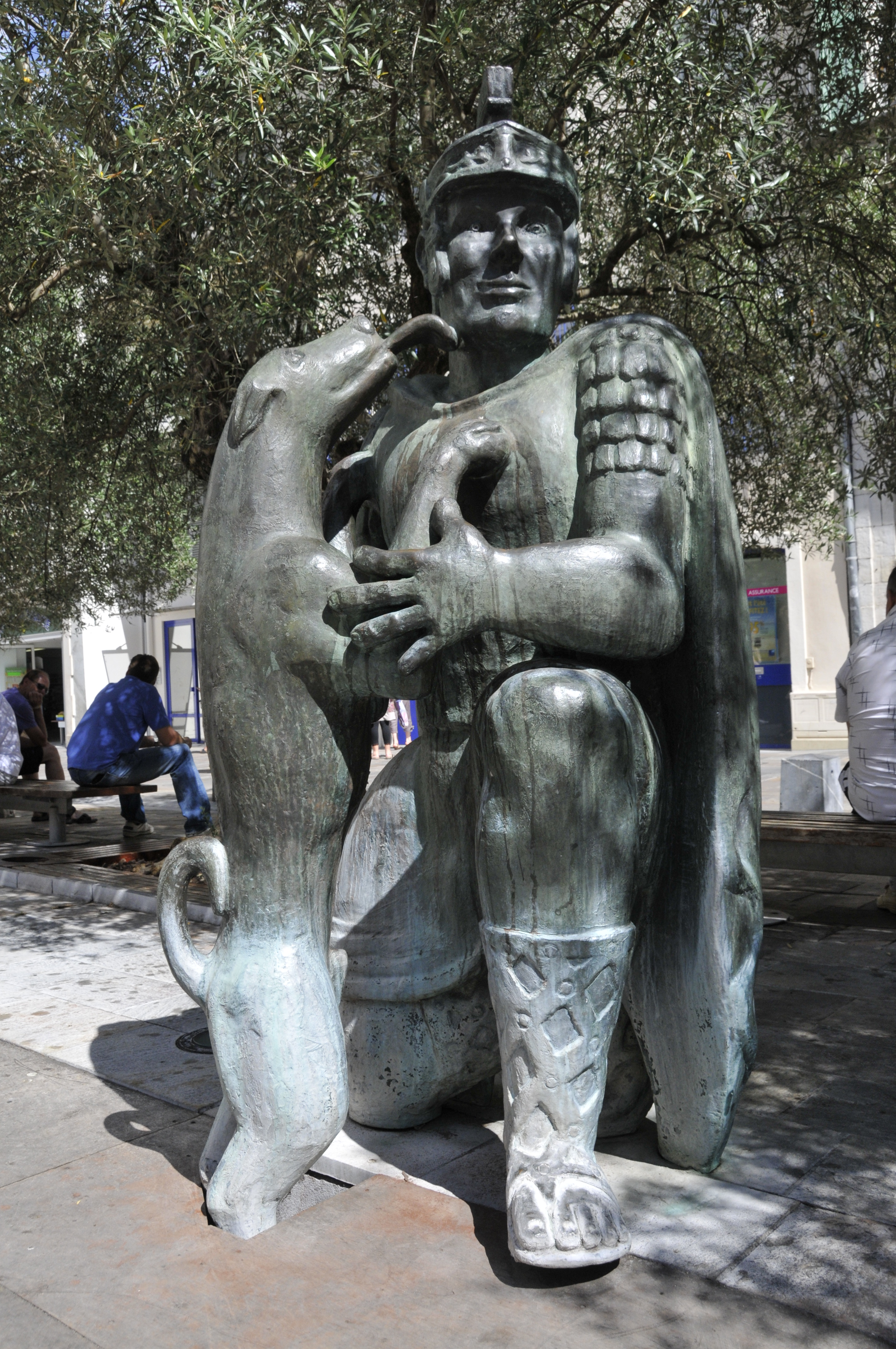
Estatua dedicada a un legionario romano y su perro, símbolos legendarios del nacimiento de la ciudad de Dax

## Leyenda
De apariencia ordinaria, esta agua ha revelado sus virtudes terapéuticas. De hecho, hay asociada una «leyenda del legionario romano» que afirma:

«Un legionario de guarnición en Dax tenía un perro lisiado con reumatismo. Yendo de campaña a Hispania, y sabiendo que su pobre perro no podía seguirlo, resolvió ahogarlo en el río Adur. Cuando el legionario regresó, se sorprendió al encontrar a su perro revigorizado por el lodo termal en el que se había quedado varado, a la orilla del río.»

La leyenda afirma que, llegada la noticia a Roma, la emperatriz Julia Augusta optó por beneficiarse de tales aguas. Así nació la ciudad de Dax como ciudad termal.

## Símbolo de hidroterapia
Rica en oligoelementos, el agua de Dax es reconocida desde la Antigüedad por sus propiedades beneficiosas para el organismo, fuente de beneficios para la salud.

### El origen de esta fuente.
Nacida de una falla que data de la elevación de los Pirineos, el agua de Dax proviene del agua de lluvia que se filtra en el borde oriental de la cuenca de Aquitania y que, alcanzando las profundidades, se enriquece en sales minerales y se calienta al contacto con la roca. Brotan principalmente en el nacimiento del Nèhe donde su temperatura (~60 °C), su mineralización (1 g/litro) y su caudal (2400 m3 de agua por día) son los más altos.

### Sus virtudes terapéuticas
Como parte del patrimonio histórico, esta fuente con virtudes terapéuticas en cuanto a reumatología, flebología y ginecología, dio origen a numerosos establecimientos termales. Durante los períodos soleados, podemos ver la aparición de algas similares a las que participan, con el limo del Adur y el agua termal, en el desarrollo de una medicina natural llamada «Péloïde de Dax».